# 200-km-Rennen von Zeltweg 1972

Streckenlayout des Österreichring 1972

Das 200-km-Rennen von Zeltweg 1972, auch In Memoriam Jochen Rindt, Formel 2 Europameisterschaft, Interserie (Interserierennen), Österreichring, Zeltweg, fand am 9. Juli auf dem Österreichring statt und war der vierte Wertungslauf der Interserie dieses Jahres.

## Das Rennen
Im Unterschied zu vorangegangenen Rennen in Silverstone fand die Veranstaltung auf dem Österreichring in einem Wertungslauf statt. Die 200-km-Distanz bewältige Rennsieger Howden Ganley in seinem BRM P167 in 58:19,800 Minuten. Im Ziel hatte er 1 Minute und 19 Sekunden Vorsprung auf den zweitplatzierten Willi Kauhsen im Porsche 917/10 TC und eine Runde auf Helmut Kelleners im McLaren M8F, der als Dritter abgewinkt wurde.

## Ergebnisse

### Schlussklassement
| 1               | Gruppe 7 | 2  | Alcan B.R.M.                   | Howden Ganley       | BRM P167               | 34 |
| 2               | Gruppe 7 | 11 | Willi Kauhsen Racing Team      | Willi Kauhsen       | Porsche 917/10 TC      | 34 |
| 3               | Gruppe 7 | 8  | Felder Racing Team             | Helmut Kelleners    | McLaren M8F            | 33 |
| 4               | Gruppe 7 | 22 | Herbert Müller Racing          | Herbert Müller      | Ferrari 512M           | 31 |
| 5               | Gruppe 7 | 16 | KMW                            | Hans Müller-Perschl | KMW                    | 31 |
| 6               | Gruppe 7 | 15 | Kurt Hild                      | Kurt Hild           | KMW                    | 29 |
| 7               | Gruppe 7 | 6  | Harald Link                    | Harald Link         | KMW                    | 28 |
| 8               | Gruppe 7 | 21 | Goodwin Racing-Services        | Nick Cussons        | Lola T70 Mk.3 GT       | 27 |
| 9               | Gruppe 7 | 18 | Egmont Dursch                  | Egmont Dursch       | Lola Special           | 25 |
| Ausgefallen     |          |    |                                |                     |                        |    |
| 10              | Gruppe 7 | 1  | Racing Team AAW                | Leo Kinnunen        | Porsche 917/10 TC      | 26 |
| 11              | Gruppe 7 | 12 | Boeri-Sport-Helmet Racing Team | Ernst Kraus         | Porsche 917 Spyder     | 14 |
| 12              | Gruppe 7 | 9  | Denis Veyrat                   | Denis Veyrat        | Lola T70 Mk.3B Special | 9  |
| 13              | Gruppe 7 | 3  | David Hepworth                 | David Hepworth      | BRM P154               | 1  |
| 14              | Gruppe 7 | 4  | C. Graemiger                   | Hans Wiedmer        | McLaren M8F            | 1  |
| Nicht gestartet |          |    |                                |                     |                        |    |
| 15              | Gruppe 7 | 14 | Stefan Sklenar                 | Stefan Sklenar      | March 717              | 1  |

1 Motorschaden im Training

### Nur in der Meldeliste
Hier finden sich Teams, Fahrer und Fahrzeuge, die ursprünglich für das Rennen gemeldet waren, aber aus den unterschiedlichsten Gründen daran nicht teilnahmen.
| Pos. | Klasse   | Nr. | Team               | Fahrer           | Chassis               |
| ---- | -------- | --- | ------------------ | ---------------- | --------------------- |
| 16   | Gruppe 7 | 5   | Albert Racing Cams | Freddy Link      | Ferrari 512M          |
| 17   | Gruppe 7 | 10  | Siegfried Rieger   | Siegfried Rieger | McLaren M8C           |
| 18   | Gruppe 7 | 17  | Team-Auto Usdau    | Gerhard Schüler  | Porsche 917           |
| 19   | Gruppe 7 | 19  | John Jordan        | John Jordan      | McLaren M6B           |
| 20   | Gruppe 7 | 20  | Ian Richardson     | Ian Richardson   | McLaren Elva Mark III |

### Klassensieger
| Klasse   | Fahrer        | Fahrzeug | Platzierung im Gesamtklassement |
| -------- | ------------- | -------- | ------------------------------- |
| Gruppe 7 | Howden Ganley | BRM P167 | Gesamtsieg                      |

### Renndaten
- Gemeldet: 20
- Gestartet: 14
- Gewertet: 9
- Rennklassen: 1
- Zuschauer: unbekannt
- Wetter am Renntag: warm und trocken
- Streckenlänge: 5,710 km
- Fahrzeit des Siegerteams: 0:58:19,800 Stunden
- Gesamtrunden des Siegerteams: 34
- Gesamtdistanz des Siegerteams: 200,000 km
- Siegerschnitt: 206,820 km/h
- Pole Position: Willi Kauhsen – Porsche 917/10 TC (#11) – 1:38,600 = 215,820 km/h
- Schnellste Rennrunde: Willi Kauhsen – Porsche 917/10 TC (#11) – 1:39,380 = 214,090 km/h
- Rennserie: 4. Lauf zur Interserie 1972